# Abukuma-do
Abukuma-do (en japonés: 阿武隈洞; o Cueva de Abukuma) es una cueva de piedra caliza situada en la prefectura de Fukushima, en el país asiático de Japón. La cueva fue descubierta el 15 de agosto de 1969, al noreste de la ciudad de Tamura, y se llamaba originalmente Kamayama Shonyu-do (釜山鍾乳洞). Fue designada como patrimonio natural de la ciudad el 7 de febrero de 1971 y rebautizada Abukuma-do el 1 de junio de 1973. Los visitantes pueden recorrer un sendero de 600 metros de largo dentro de la cueva, así como un curso de exploración de 120 metros de largo para ver las estalactitas y estalagmitas.